# 시장 분할 가설
시장 분할 가설(Market Segmentation Hypothesis)은 채권 시장이 채권의 만기에 따라 단기시장, 중기시장, 장기시장 등 여러 개의 하부 시장으로 분할되어 있다고 하는 가설이다. 즉, 하부 시장에는 각각 개별적인 수요와 공급이 존재한다고 보는 것이다. 채권의 투자자들은 개인, 기관 등 다양한 주체이며, 이들의 투자목적이 각각 다르고 각 주체의 법적, 제도적 여건도 상이하기 때문에, 채권의 만기에 대해 서로 다른 선호도를 가지고 있으며, 따라서 만기수익률과 잔존기간 사이에 체계적인 상관 관계가 존재하지 않는다고 본다.

## 같이 보기
- 투자 선호 가설